# Chondrina generosensis
Chondrina generosensis is een slakkensoort uit de familie van de Chondrinidae. De wetenschappelijke naam van de soort is voor het eerst geldig gepubliceerd in 1962 door H. Nordsieck.